# Liste der Monuments historiques im 13. Arrondissement (Paris)
Die Liste der Monuments historiques im 13. Arrondissement (Paris) führt die Monuments historiques im 13. Arrondissement der französischen Hauptstadt Paris auf.

## Liste der Bauwerke
| Bezeichnung                                                | Beschreibung | Standort                                                                                  | Kennzeichnung | Schutzstatus | Datum | Bild |
| ---------------------------------------------------------- | ------------ | ----------------------------------------------------------------------------------------- | ------------- | ------------ | ----- | ---- |
| Bäckerei                                                   |              | 34, avenue de Choisy (Lage)                                                               | PA00086590    | Inscrit      | 1984  |      |
| Carrières des Capucins                                     |              | Boulevard de Port-Royal (Lage)                                                            | PA75130004    | Inscrit      | 1999  |      |
| Cité fleurie                                               |              | 61-67, boulevard Arago (Lage)                                                             | PA00132989    | Inscrit      | 1994  |      |
| Cité-refuge de l’Armée du Salut                            |              | 12, rue Cantagrel (Lage)                                                                  | PA00086591    | Inscrit      | 1975  |      |
| Métroeingang von Hector Guimard der Station Campo-Formio   |              | Boulevard de l’Hôpital (Lage)                                                             | PA00086599    | Inscrit      | 2016  |      |
| Métroeingang von Hector Guimard der Station Place d’Italie |              | Place d’Italie (Lage)                                                                     | PA00086600    | Inscrit      | 1978  |      |
| Métroeingang von Hector Guimard der Station Place d’Italie |              | Place d’Italie (Lage)                                                                     | PA00086600    | Inscrit      | 2016  |      |
| Métroeingang von Hector Guimard der Station Saint-Marcel   |              | Boulevard de l’Hôpital (Lage)                                                             | PA00086601    | Inscrit      | 2016  |      |
| Gare d’Austerlitz                                          |              | 1-11bis und 19-27, boulevard de l’Hôpital (Lage)                                          | PA75130001    | Inscrit      | 1997  |      |
| Groupe scolaire                                            |              | 10, rue Küss (Lage)                                                                       | PA75130002    | Inscrit      | 1997  |      |
| Hôpital de la Salpêtrière                                  |              | 47, boulevard de l’Hôpital (Lage)                                                         | PA00086592    | Classé       | 1976  |      |
| Îlot de la Reine Blanche                                   |              | 12 bis 18, rue Berbier-du-Mets 17-19, rue des Gobelins 4 à 10, rue Gustave-Geffroy (Lage) | PA00086596    | Classé       | 1980  |      |
| Haus                                                       |              | 3, rue des Gobelins (Lage)                                                                | PA00086595    | Inscrit      | 1928  |      |
| Maison Planeix                                             |              | 24bis bis 26bis, boulevard Masséna (Lage)                                                 | PA00086597    | Inscrit      | 1976  |      |
| Gobelin-Manufaktur                                         |              | 42, avenue des Gobelins (Lage)                                                            | PA00086598    | Classé       | 1993  |      |
| Mobilier national                                          |              | 1, rue Berbier-du-Mets (Lage)                                                             | PA00086602    | Classé       | 1965  |      |
| Pavillon Jean de Julienne                                  |              | 20, rue Le Brun (Lage)                                                                    | PA00086603    | Inscrit      | 1962  |      |
| Piscine de la Butte-aux-Cailles                            |              | 5/7, place Paul-Verlaine (Lage)                                                           | PA00086605    | Inscrit      | 1990  |      |
| Square René-Le Gall                                        |              | Rue Corvisart rue Croulebarbe (Lage)                                                      | PA75130003    | Inscrit      | 1936  |      |
| Théâtre des Gobelins                                       |              | 73, avenue des Gobelins (Lage)                                                            | PA00086604    | Inscrit      | 1977  |      |
| Tour Albert                                                |              | 33, rue Croulebarbe (Lage)                                                                | PA00132990    | Inscrit      | 1994  |      |
| Usine de la Société Urbaine d’Air Comprimé                 |              | 3 bis 13, quai Panhard-et-Levassor (Lage)                                                 | PA00133012    | Inscrit      | 1994  |      |

## Liste der Objekte
- Monuments historiques (Objekte) in Paris in der Base Palissy des französischen Kultusministeriums